# Livsmedelshygien

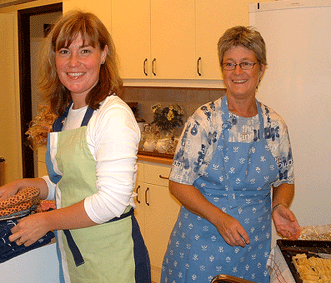
Att tvätta händerna och använda förkläde ingår i god livsmedelshygien.

Livsmedelshygien är mycket viktigt när man hanterar, förbereder, tillreder, förvarar och serverar livsmedel. Redskap och lokaler ska hållas rena och torra.
Grönsaker och rotfrukter som är jordiga måste man skölja noga i rinnande vatten, detta för att undvika matförgiftning.
Mat, som ska serveras vid ett senare tillfälle, måste man kyla ned så snabbt som möjligt efter tillagningen och därefter förvara kallt. Före serveringstillfället måste man åter värma upp den till minst 70 grader, för att undvika bakterietillväxt. Den personliga hygienen är också av stor betydelse och man måste alltid tvätta händerna och sätta på ett förkläde innan man hanterar mat.